# Registratienummer (krijgsmacht)
Het registratienummer, afgekort als rnr. of regno, is een identificatienummer in gebruik bij de Nederlandse krijgsmacht om militairen eenduidig te kunnen identificeren.
Het registratienummer is opgebouwd uit 3 cijfergroepen van 2 cijfers en 1 cijfer-/lettergroep van 3 of 4 letters of cijfers. De eerste 3 cijfergroepen zijn de geboortedatum van de persoon; JJ.MM.DD. De laatste cijfergroep is een soort uniek volgnummer. Dit nummer wordt definitief op het moment een persoon bij de krijgsmacht in dienst treedt of in de administratie wordt opgenomen. Daarvoor is het een tijdelijk toegekend nummer.
Voorbeeld; 75.12.21.123 Dit is een persoon die op 21 december 1975 is geboren. Om te onderscheiden van andere die op dezelfde dag geboren zijn is het ‘volgnummer’; 123.
Wetenswaardigheden:
- In het verleden werd een tijdelijk registratienummer toegekend op het moment dat een jongen 16 jaar werd; het moment dat hij in aanmerking kwam om in de procedure te komen om voor de dienstplicht te kunnen worden opgeroepen.
- Het registratienummer is voor nagenoeg alle praktische doeleinden vervangen door het PeopleSoft-identificatienummer.
- De laatste cijfergroep is geen volgorde van personen die op één dag geboren zijn. In het verleden kregen vrouwelijke militairen een nummer boven de 750. Sinds kort[(sinds) wanneer?] worden ook letters in deze cijfergroep toegepast.
- Meestal wordt het registratienummer geschreven met punten tussen de groepen. Het kan ook zonder deze punten worden gebruikt, voorbeeld: 751221123.